# Barbosa Ferraz
Barbosa Ferraz là một đô thị thuộc bang Paraná, Brasil. Đô thị này có diện tích 538,621 km², dân số năm 2007 là 14017 người, mật độ 26 người/km².